# Апокаліптична православна церква
Православна Євангельська Апокаліптична Церква — релігійна течія у християнстві. Виникла у 1920—1930-х роках на Вінниччині.
Засновником церкви вважають уродженця Бердичева католицького священика Нарциса Гумінського, який проголосив себе Господнім пророком Іллею Хрестителем. В 1925 році Пророк Ілля в Україні, в місті Погребище (нині районний центр у Вінницькій області) почав організовувати молитовні і проповідницькі зустрічі в Каплиці на католицькому кладовищі. Невдовзі Н.Гумінський був позбавлений сану у католицькій церкві.
В роки сталінських репресій, 2 жовтня 1935 заарештовано Нарциса Гумінського (Пророка Іллю; помер у в язниці 13 жовтня 1944), а 1936 р. — усе керівництво церкви. Під час Другої світової війни були розстріляні пресвітер с. Павлівка Семен Проценко, єпископ Федор Савченко та пресвітер Михаило Швець.
У серпні 1945 р. була здійснена спроба легілізації церкви, однак громади отримали відмову в реєстрації та продовжили діяти нелегально. 1953 р. керівників громад знову затримали «за антирадянську діяльність». Станом на 1965 р. діяло 14 громад.
Апокаліптична православна церква значною мірою модернізувала православну догматику. З таїнств визнає: хрещення, сповідь (покаяння), омивання ніг, шлюб, священство (рукоположення, хіротонія), прилучення та єлеосвячення (соборування). В організаційному плані складається з цілком автономних у своїй діяльності громад, кожна з яких має власного пресвітера, диякона, дияконису, касира та ревізійну комісію. Групу вірних Апокаліптичної православної церкви очолює єпископ, який висвячує пресвітерів та дияконів. Керівним органом церкви є єпископська рада.
Всього станом на 2005 рік існувало 6 громад. Станом на 2010 р. було зареєстровано 5 громад (у с. Павлівка Погребищенського району, і 4 в Оратівському районі Вінницької області), з них лише дві мали священиків та приміщення для богослужіння. У 2005 р. у с. Ружична зведено новий храм.
Церквою керує єпископська рада з 3 єпископів.
Станом на 2011 р. діяло 8 громад у Вінницькій області.
Головний Єпископ: 
- Влас Іванюк (1935 — ?)
- архієпископ Григорій Куций (? — 2002)
- Іван Івашківський (Вінниця) (2002 -

Єпископи: 
- Захар Сучило (Бердичів, с 1931 — Киргизія) (помер 1931—1935)
- Микита Рибак (Погребище) (помер 1931)
- Сергій Любаневич (Любиневич) (Білашки) (уп. 1931—1945)
- Олексій Дзюдзя (Мшанец) (уп. 1931)
- Григорій Нордт (Сошанське) (уп. 1931)
- Влас Іванюк (Осичне) (1931 — уп.1953)
- Прокіп Гуменюк (Рожичне, с 1931 — Киргизія) (уп. 1931—1935)
- Михайло Жук (уп.1932-)
- Іван Лукьянець (- 21 лютого 1938)
- Федір Савченко (- 1944)
- Семен Цигельнюк (уп. 1945—1946)
- Іван Івашківський (Вінниця) (1984 — Василь Виходзь (с. Рожичне, Оратівський район) (1990- )
- Петро Івасюк (с. Павлівка, Погребищинський район) (7 июля 2006 - )